# Babrujsk
Babrujsk (in bielorusso Бабруйск?) o Bobrujsk (in russo Бобруйск?) è una città della Bielorussia, la seconda per grandezza della voblasc' di Mahilëŭ, nonché la maggiore città bielorussa fra quelle non capoluogo regionale.

## Geografia fisica
La città sorge sul fiume Beresina ed è servita dalla superstrada M5, a metà strada fra Minsk e Homel'; ed a 115  km dal capoluogo regionale Mahilëŭ.

## Storia
L'insediamento sorse nel XIV secolo come castello polacco-lituano sulla Beresina. Grazie alla sua posizione strategica sul fiume nei secoli successivi Babrujsk si affermò come emporio commerciale e artigianale.
Nel 1793, in seguito alla seconda spartizione della Polonia, Babrujsk entrò a far parte dell'Impero russo. Nel 1810 i russi iniziarono a costruire presso la cittadina una fortezza inserita nell'ambito del sistema difensivo occidentale. La nuova piazzaforte si rivelò ben costruita poiché due anni dopo riuscì a respingere gli attacchi di Napoleone per ben quattro mesi.
Sul finire del XIX secolo la cittadina fu teatro di alcuni pogrom contro la popolazione ebraica che nel 1897 costituiva il 60% dei 34.336 abitanti di Babrujsk. Nel 1902 un devastante incendio distrusse parte dell'abitato lasciando senza casa oltre 2500 famiglie.
Tra il febbraio ed il marzo 1918 fu teatro della battaglia tra il 1º Corpo Polacco in Russia e l'Armata Rossa. 
Il 28 giugno 1941 la città fu occupata dai nazisti del Heeresgruppe Mitte. Nei mesi successivi i tedeschi uccisero oltre 20.000 ebrei mentre altri furono rinchiusi in un apposito ghetto o in campi di lavoro in condizioni disumane. Decisi ad eliminare la regione dalla presenza ebraica i nazisti continuarono i massacri attuando esecuzioni di massa. Nel 1943 tutti gli ebrei catturati e richiusi nel ghetto o nei campi erano stati assassinati. Il 29 giugno 1944 l'Armata Rossa liberò una Babrujsk completamente distrutta.

## Monumenti e luoghi d'interesse
- Fortezza di Babrujsk

## Infrastrutture e trasporti
I percorsi stradale e ferroviario su cui si trova sono un'importante arteria di collegamento fra Bielorussia ed Ucraina, sulla direttrice Minsk-Kiev.

## Sport

### Calcio
La squadra principale della città è il Futbol'ny Klub Belšyna Babrujsk.